# Innocents (álbum)
Innocents é o sétimo álbum de estúdio da banda de Electronica americana Moby, lançado em outubro de 2013 pelas gravadoras Little Idiot e Mute. O álbum possui colaborações em sete de suas doze trilhas.

## Plano de Fundo
Para o Record Store Day de 2013, Moby lançou um disco de sete polegadas chamado "The Lonely Night", primeiramente ouvido de Frazzel quando no Reino Unido, que contou com a participação do antigo vocalista Mark Lanegan da banda Screaming Trees. Um vídeo de acompanhamento foi criado por Colin Rich, do qual Moby declarou: "Eu estou realmente animado de ter um vídeo de música experimental por este grande artista de vídeo e eu sinto que o lento, rico e langoroso deserto visual serve à música perfeitamente". A trilha foi, em seguida, disponibilizada para download com remixes do Moby, Photek, Gregor Tresher, Freescha. Foi em julho que a banda anunciou que lançaria um novo álbum de estúdio chamado Innocents

## Gravação e conteúdo
Moby gravou Innocents entre janeiro de 2012 e junho de 2013 em seu apartamento. O álbum foi produzido por Mark 'Spike' Stent , ganhador do Grammy. O álbum apresenta muitos convidados e vocalistas, como Cold Specks, Wayne Coyne (do The Flaming Lips), Mark Lanegan (do Screaming Trees), Damien Jurado, Skylar Grey e Inyang Bassey.
Ao trabalhar com Wayne Coyne na música The Perfect Life, Moby disse: "Wayne e eu nos conhecemos em 1995, quando o The Flaming Lips e eu estavamos fazendo a abertura de um tour europeu do Red Hot Chili Peppers. Nos tornamos amigos, compartilhamos um camarim, o mesmo mau serviço de construção e assistimos os Chili Peppers da lateral do palco. Eu considerei Wayne para esta música pois o The Flaming Lips tinha evoluído nessa mesma abertura, banda comemorativa quando tocam ao vivo e aquilo foi a vibe perfeita para o que eu estava imaginando para 'The Perfect Life'." Em relação à colaboração com Cold Specks, este explicou que Moby aproximou-se dela para cantar no novo álbum: "Ele tinha ouvido sobre mim porque estou na Mute da América e do Reino Unido. Ele ouviu sobre a gravação [do I Predict a Graceful Expulsion] e perguntou se eu gostaria de cantar. Então eu fui e cantei. Foi um ambiente muito livre, colaborativo e criativo. Ele estava realmente aberto para o que eu estava fazendo e, por sorte, ele gostou do que eu estava fazendo e deu muito muito certo. Eu estava muito feliz por fazê-lo e eu provavelmente faria isso de novo algum dia se ele me pedisse."

## Promoção e lançamento
O primeiro single oficial do álbum, "A Case for Shame", foi lançado no dia 1º de julho de 2013, tendo também sido lançado um vídeo para promovê-lo. Um remix mais silencioso da música feito pelo próprio Moby ("Under the Manhattan Bridge Version") ficou disponível para download gratuito em seu site oficial. Foi anunciado que "The Lonely Night", trilha lançada anteriormente, aparecia em Innocents
Foi revelado em agosto de 2013 que "The Perfect Life", feito em parceria com Coyne, seria o próximo single depois de uma formação de elenco ter sido anunciada, chamando por "esportistas de velocidade em bicicleta obesos, fantasmas nus andando de patins e uma escrava e submissa da ginasta rítmica." O novo vídeo teve sua estreia no site da revista Rolling Stone no dia 3 de setembro.
O terceiro single, "Almost Home", com participação de Damien Jurado foi anunciado por uma competição de vídeo de música. O ganhador, revelado no dia 6 de janeiro, receberia 6 mil dólares, com uma lista final sendo escolhida por Moby. Enquanto isso, ele filmou  um vídeo de legendas para a trilha na Sociedade Animal Melhores Amigos (Best Friends Animal Society) em Los Angeles. Em 4 de fevereiro, o vídeo oficial da música, que custou 10 dólares para ser feito, estreou no Reddit. Na ocasião, Moby passou um tempo respondendo várias questões de fãs. Innocents foi lançado no dia 1º de outubro de 2013 pelas gravadoras Little Idiot e Mute.

## Lista de faixas
| N.º            | Título                                                              | Duração |  |
| 1.             | "Everything That Rises"                                             | 4:38    |  |
| 2.             | "A Case for Shame" (com Cold Specks e apoio vocal de Inyang Bassey) | 6:05    |  |
| 3.             | "Almost Home" (com Damien Jurado)                                   | 6:00    |  |
| 4.             | "Going Wrong"                                                       | 3:44    |  |
| 5.             | "The Perfect Life" (com Wayne Coyne)                                | 6:03    |  |
| 6.             | "The Last Day" (com Skylar Grey)                                    | 4:41    |  |
| 7.             | "Don't Love Me" (com Inyang Bassey)                                 | 4:20    |  |
| 8.             | "A Long Time"                                                       | 4:31    |  |
| 9.             | "Saints"                                                            | 4:34    |  |
| 10.            | "Tell Me" (com Cold Specks)                                         | 5:33    |  |
| 11.            | "The Lonely Night" (com Mark Lanegan)                               | 4:53    |  |
| 12.            | "The Dogs"                                                          | 9:25    |  |
| Duração total: | Duração total:                                                      | 64:27   |  |

| Bônus Deluxe Everyone Is Gone |                    |         |  |
| N.º                           | Título             | Duração |  |
| 1.                            | "I Tried"          | 7:19    |  |
| 2.                            | "Illot Mollo"      | 3:38    |  |
| 3.                            | "Miss Lantern"     | 4:43    |  |
| 4.                            | "Blindness"        | 5:39    |  |
| 5.                            | "Everyone Is Gone" | 2:31    |  |
| 6.                            | "My Machines"      | 4:25    |  |
| Duração total:                | Duração total:     | 28:15   |  |